# Tour de Ruanda
O Tour de Ruanda (oficialmente: Tour of Rwanda) é uma competição de ciclismo por etapas disputada em Ruanda, no final do mês de fevereiro.
Começou-se a disputar em 2005 como amador ainda que não começou a ser profissional até 2009 formando do UCI Africa Tour, dentro da categoria 2.2. No entanto, a partir de 2019 a corrida ascendeu à categoria 2.1.
Tem um traçado meramente duro e em media montanha. Devido ao baixo nível da corrida ao não ter muitas equipas de ciclismo africanas e a que as equipas europeias já têm acabado a temporada a maioria de equipas são seleções de países da África.

## História
Criada em 2005 as edições amadoras, entre 2005 e 2008, foram dominadas por ruandeses e quênianos. O mesmo ocorreu com as primeiras edições profissionais desde 2009 que foram dominadas por países concretos: assim a primeira de 8 etapas foi dominada pelos ciclistas marroquinos (6 vitórias de etapa, geral, mais outros 4 no top-ten); a segunda de 9 etapas foi dominada pelos eritreios (3 vitórias de etapa, geral, mais outros 4 no top-ten); a terça de 8 etapas pelos estadounidenses (5 vitórias de etapa, mais 2 nos dois primeiros postos). Curiosamente em todas as edições profissionais os dois primeiros têm sido da mesma nacionalidade.

## Palmarés
| Ano                              | Vencedor                | Segundo               | Terceiro                    |
| -------------------------------- | ----------------------- | --------------------- | --------------------------- |
| 1988                             | Celestin N'Dengeyingoma |                       |                             |
| 1989                             | Omar Masumbuko          |                       | Pierre Bukuru               |
| 1990                             | Faustin M'Parabanyi     |                       |                             |
| 1991-2000 edições não realizadas |                         |                       |                             |
| 2001                             | Bernard N'Sengiyumva    |                       |                             |
| 2002                             | Abraham Ruhumuriza      |                       |                             |
| 2003                             | Abraham Ruhumuriza      |                       |                             |
| 2004                             | Abraham Ruhumuriza      |                       |                             |
| 2005                             | Abraham Ruhumuriza      |                       |                             |
| 2006                             | Peter Kamau             | Kiman Davidson        |                             |
| 2007                             | Abraham Ruhumuriza      | Nyandwi Uwase         | Nathan Byukusenge           |
| 2008                             | Adrien Niyonshuti       | Nathan Byukusenge     | Godfrey Gahemba             |
| 2009                             | Adil Jelloul            | Abdelatif Saadoune    | Adrien Niyonshuti           |
| 2010                             | Daniel Teklehaimanot    | Natnael Berhane       | Reinardt Janse van Rensburg |
| 2011                             | Kiel Reijnen            | Joey Rosskopf         | Dylan Girdlestone           |
| 2012                             | Darren Lill             | Dylan Girdlestone     | John Njoroge                |
| 2013                             | Dylan Girdlestone       | Louis Meintjes        | Metkel Eyob                 |
| 2014                             | Valens Ndayisenga       | Jean-Bosco Nsengimana | Aron Debretsion             |
| 2015                             | Jean-Bosco Nsengimana   | Joseph Areruya        | Camera Hakuzimana           |
| 2016                             | Valens Ndayisenga       | Metkel Eyob           | Tesfom Okubamariam          |
| 2017                             | Joseph Areruya          | Metkel Eyob           | Suleiman Kangangi           |
| 2018                             | Samuel Mugisha          | Jean-Claude Uwizeye   | Mulu Hailemichael           |
| 2019                             | Merhawi Kudus           | Rein Taaramäe         | Matteo Badilatti            |
| 2020                             | Natnael Tesfatsion      | Moïse Mugisha         | Patrick Schelling           |
| 2021                             | Cristián Rodríguez      | James Piccoli         | Alex Hoehn                  |
| 2022                             | Natnael Tesfatsion      | Anatoliy Budyak       | Jesse Ewart                 |
| 2023                             | Henok Mulubrhan         | Walter Calzoni        | William Junior Lecerf       |
| 2024                             | Joseph Blackmore        | Ilkhan Dostiyev       | Jhonatan Restrepo           |
| 2025                             | Fabien Doubey           | Henok Mulubrhan       | Oliver Mattheis             |

Nota: As edições desde 1998 até 2008, foram amador

## Palmarés por países
| País           | Vitórias |
| -------------- | -------- |
| Ruanda         | 15       |
| Eritreia       | 3        |
| África do Sul  | 2        |
| Marrocos       | 1        |
| Estados Unidos | 1        |
| Quênia         | 1        |
| Espanha        | 1        |